# 胎毛筆
胎毛筆是毛筆的一種，以初生嬰孩第一次剪下來的頭髮製成，不少父母都會為初生子女製筆以作紀念。相傳古時一書生上京赴考，以胎毛筆為文，竟高中狀元，故又稱狀元筆。胎毛筆的歷史，可追溯至唐代。其中唐朝齊衛《送胎髮筆寄仁公詩》有此記載：「內為胎髮外秋毫，綠玉新裁管束牢」。
2012年有台灣業者將傳統的胎毛筆轉化成為流行時尚的胎毛化妝筆，以初生嬰孩第一次剪下來的頭髮製成，不少新世代的年輕父母會為初生子女製作胎毛化妝刷，象徵初生子女的美麗人生即將啟程。而胎毛筆業者如數家珍，而較具有知名度的業者如歲雄胎毛筆（知名於香港），以及水盆工序（知名於台灣）、手做匠心（知名於中國大陸），除了較有良心的商販外，其及可能為品質不佳、化學材料，或詐騙等。